# Coteaux-de-chalosse
Le coteaux-de-chalosse, appelé vin de pays des coteaux de Chalosse jusqu'en 2009, est un vin français produit en Chalosse, dans le sud du département français des Landes.

## Présentation
S'étendant sur 250 ha de vignes, il est planté sur des sols de couleur rouge brique, sablo-limono-argileux. Le choix de l'encépagement est strict et un cahier des charges précis fixe la densité des plantations, les rendements et la maturité minimum du raisin.

### Le rouge
Les vins rouges des coteaux-de-chalosse, agréables dès leur jeunesse, marient les cépages traditionnels du Sud-Ouest : cabernet franc, tannat et egiodola. Le cabernet franc fournit les cuvées les plus fruitées, tandis que le tannat, plus corsé, caractérise les vins élevés en fût de chêne. L'assemblage harmonieux de ces cépages confère leur caractère aux vins de Chalosse.

### Le rosé
Le rosé se compose de cabernet franc et sauvignon. Il présente des arômes de fruits rouges acidulés.

### Le blanc
Concernant les vins blancs, le soleil d'automne et les brumes matinales favorisent la surmaturité du gros manseng et petit manseng, destinés à l'élaboration de vins moelleux. Les cépages arriloba, chasan, barroque, colombars permet d'élaborer également des vins blancs secs aromatiques.